# Pośrednia Walentkowa Czuba
Pośrednia Walentkowa Czuba (słow. Prostredný Valentkov zub, niem. Mittlerer Valentinszahn, węg. Középső-Bálint-fog) – mało wybitna skalna czuba z kilkoma zębami w głównej grani Tatr. Wznosi się na wysokość 2107 m w Walentkowej Grani pomiędzy Niżnymi Walentkowymi Wrótkami (Nižné Valentkove vrátka) 2099 m i Pośrednimi Walentkowymi Wrótkami (Prostredné Valentkove vrátka, 2104 m). Takie położenie tej przełączki podaje „Czterojęzyczny słownik geograficzny Tatr” (wysokości według mapy „Orlej Perci”).
Walentkową Granią biegnie granica polsko-słowacka. Południowo-wschodnie stoki Pośredniej Walentkowej Czuby opadają ścianą do piargów nad Zadnim Stawem w Dolinie Pięciu Stawów Polskich, stoki zachodnie również ścianą do kotła Walentkowe Kamienne w Dolinie Walentkowej.
Pierwsze znane przejście Walentkową Granią: latem Tadeusz Grabowski i Adam Staniszewski w 1907 r., zimą Edúard Ganoczi i István Zamkovszky w 1927 r.